# Laudanum (cheval)
Pour les articles homonymes, voir Laudanum (homonymie).
Laudanum (17 avril 1967 - 1996) est un étalon Pur-sang de robe alezan aux crins lavés, qui a concouru en saut d'obstacles. Propriété durant ses jeunes années de Jean-Marie Lacroix, il est monté par Pierre Durand, qui le lui rachète, et gère ensuite sa prolifique carrière de reproducteur.

## Histoire
Laudanum naît le 17 avril 1967, à l'élevage de M. André Laurans.
Il est réformé des courses de galop et d'obstacles en raison d'un manque de vitesse, et acquis pour une très faible somme par un notaire de Châteauroux, Jean-Marie Lacroix, séduit par son apparence et sa couleur de robe. Ce dernier le prête à Pierre Durand en 1973, à la suite d'un accident de son fils, qui monte habituellement Laudanum en concours. Pierre Durand le monte donc au début de sa carrière, alors qu'il est âgé de 18 ans et Laudanum de 6.

## Description
Laudanum est un étalon Pur-sang de robe alezan aux crins lavés. Il mesure 1,66 m d'après l'Institut français du cheval et de l'équitation. Pierre Durand le décrit comme étant plus fiable que le cheval Jappeloup, mais moins résistant à l'effort, doté d'une « classe olympique », ainsi que d'une détente d'une puissance de catapulte dans l'arrière-main.

## Palmarès
Laudanum atteint un ISO (Indice de saut d'obstacles) de 156. Il décroche la seconde place du Grand Prix de Gijón, en Espagne, à l'âge de 7 ans. Il remporte aussi le concours de Pau en avril 1975, devant Marcel Rozier.

## Pedigree
Laudanum est un fils de l'étalon Boran et de la jument Monta Bella, par Montaval.

## Reproduction
Laudanum connaît une prolifique carrière de reproducteur, à partir de 1978, avec 413 poulains enregistrés, principalement issus de poulinières Selle français et Anglo-arabe.
Il donne entre autres naissance à Nashville III, le premier cheval de l'élevage de Jean Rochefort. Il est également un ascendant du cheval n°1 mondial de CSO en 2015, Quickly de Kreisker. Ses descendants étalons comptent Obéron du Moulin, Aferco, Super de Bourrière et First de Launay.